# Termes romanes de Boí
Les Termes romanes de Boí és una obra de la Vall de Boí (Alta Ribagorça) inclosa a l'Inventari del Patrimoni Arquitectònic de Catalunya.

## Descripció
Únics vestigis de les termes romanes situats als afores del nucli de la vila en una zona de difícil accés. Destaca principalment la font d'on en brollava l'aigua, que segles posteriors van continuar utilitzant com a banys fins als nostres dies, tot desviant les aigües als balnearis de Boí.

## Història
Primera font destinada als tractaments termals que el 1859 va ser desviada al pati interior de l'hotel Caldes, on s'aplicaven els banys dolços. Té una temperatura de 49,4 graus i és rica en silici.